# Ardèche
Ardèche (wymowaⓘ) – francuski departament położony w regionie Owernia-Rodan-Alpy. Utworzony został podczas rewolucji francuskiej 4 marca 1790. Departament oznaczony jest liczbą 07. 
Według danych na rok 2010 liczba zamieszkującej departament ludności wynosi 315 090 os. (56 os./km²); powierzchnia departamentu to 5529 km². Ośrodkiem administracyjnym (prefekturą) departamentu jest Privas, a największym miastem Annonay. 
W 2023 roku w skład departamentu wchodziło 335 gmin (lista).

## Miejscowości
Największe miejscowości departamentu (w nawiasach liczba ludności w 2021 roku):

- Annonay (16 873)
- Aubenas (12 360)
- Guilherand-Granges (11 203)
- Tournon-sur-Rhône (11 191)
- Le Teil (8901)
- Privas (8541)
- Saint-Péray (7588)
- Bourg-Saint-Andéol (7352)
- La Voulte-sur-Rhône (4791)
- Viviers (3674)
- Vals-les-Bains (3485)
- Davézieux (3158)
- Charmes-sur-Rhône (3139)
- Villeneuve-de-Berg (3029)
- Chomérac (3020)
- Cruas (3009)
- Le Pouzin (2888)
- Saint-Étienne-de-Fontbellon (2868)
- Le Cheylard (2825)
- Roiffieux (2704)
- Les Vans (2659)
- Vernosc-lès-Annonay (2648)
- Saint-Jean-de-Muzols (2511)